# Triana Park
Triana Park — латвийская группа, состоящая из вокалистки Агнесе Раковской, гитариста Артура Страутыньша, ударника Эдгара Вилюмса и басиста Кристапа Эрглиса. Они представляли Латвию на Евровидении 2017 года с песней Line, также они раньше пытались представить страну в 2008, 2009, 2010, 2011 и 2012 годах.
Группа принимала участие в самых значительных музыкальных фестивалях Латвии — Positivus, LMT Summer Sound, Fonofest, Playground 333 и других, как и в международных — Siirt Gapgenc, Reepenbahn. Также участвовали во многих международных музыкальных конференциях —  SXSW, Eurosonic Noordeslag, Waves Bratislava, Waves Vienna.

## История
Группа была образована Агнесе Раковской и её отцом (Айварс Раковскис), к ним присоединились Эдгарс Вилюмс, Кристапс Эрглис и в конечном счете Артурс Страутыньш Они пытались представлять Латвию на Евровидении в 2008 (Bye, 4-е место), 2009 (Call Me Any Time You Need A Problem, 4-е место), 2010, 2011 и 2012 годах, не сумев одержать победу в Eirodziesma (латвийский национальный отбор). В 2011 году их песня «Upside Down» была квалифицирована в финал отборочного тура, но группа отказалась от своего участия из-за того, что Раковска заболела. Дебютный студийный альбом Triana Park  EnterTainment  был выпущен в 2010 году, а в августе 2014 года группа представила EP Triana Park, в том числе ведущий сингл  Iron Blue.
Группа участвовала в Supernova, чтобы представить Латвию с песней Line и была отобрана для Евровидения 2017 года общественным голосованием со счётом 51.56 %. В конечном итоге было объявлено, что они примут участие в первом полуфинале 9 мая 2017 года в Международном выставочном центре в Киеве, Украина.